# Pronot

Morfologia unei insecte din clasa Pentatomoidea:
A: cap; B: torace; C: abdomen. 1: gheară; 2: tars; 3: tibie; 4: femur; 8: ochi compus; 9: antenă; 10: clipeu; 23: tergit dorsal; 25: pronot; 26: scutel; 27: clavus; 28: corium; 29: embolium; 30: membrană.

Pronotul (în latină pronotum, din greaca pro = înainte + notos = spate) este placa  dorsală (sclerita dorsală) a protoracelui la insecte. Corpul insectelor este alcătuit din 21 segmente, grupate în trei regiuni : cap,  torace și abdomen. Toracele este divizat într-o porțiune anterioară denumită protorace, una mijlocie - mezotorace, și una posterioară – metatorace. Partea dorsală a protoracelui este acoperită de o regiune sclerotizată (= sclerită) a cuticulei, numită pronot.